# 帕圖斯河

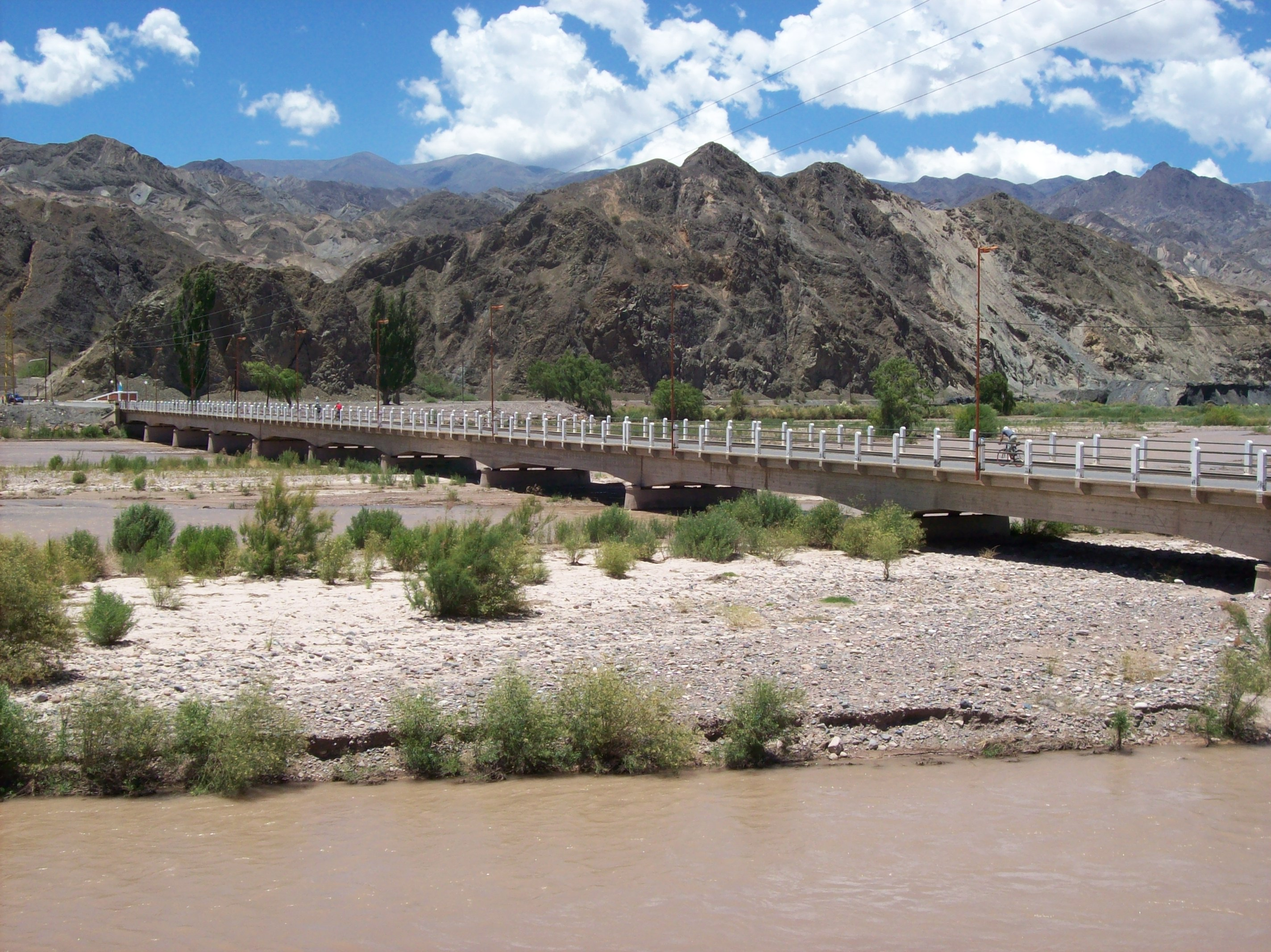
帕圖斯河

帕圖斯河（西班牙語：Río de los Patos）是阿根廷的河流，位於聖胡安省，屬於德薩瓜德羅河的流域，發源自安第斯山脈，河道全長190公里，流域面積39,906平方公里，最終注入聖胡安河。